# Commelle
Commelle is een plaats en voormalige gemeente in het Franse departement Isère in de regio Auvergne-Rhône-Alpes en telt 656 inwoners (2004). De plaats maakt deel uit van het arrondissement Vienne.

## Geschiedenis
Commelle is op 1 januari 2019 gefuseerd met de gemeenten Arzay, Nantoin en Semons tot de gemeente Porte-des-Bonnevaux.  

## Geografie
De oppervlakte van Commelle bedraagt 14,1 km², de bevolkingsdichtheid is 46,5 inwoners per km².
De onderstaande kaart toont de ligging van Commelle met de belangrijkste infrastructuur en aangrenzende gemeenten.

## Demografie
Onderstaande figuur toont het verloop van het inwonertal.